# انواع راه

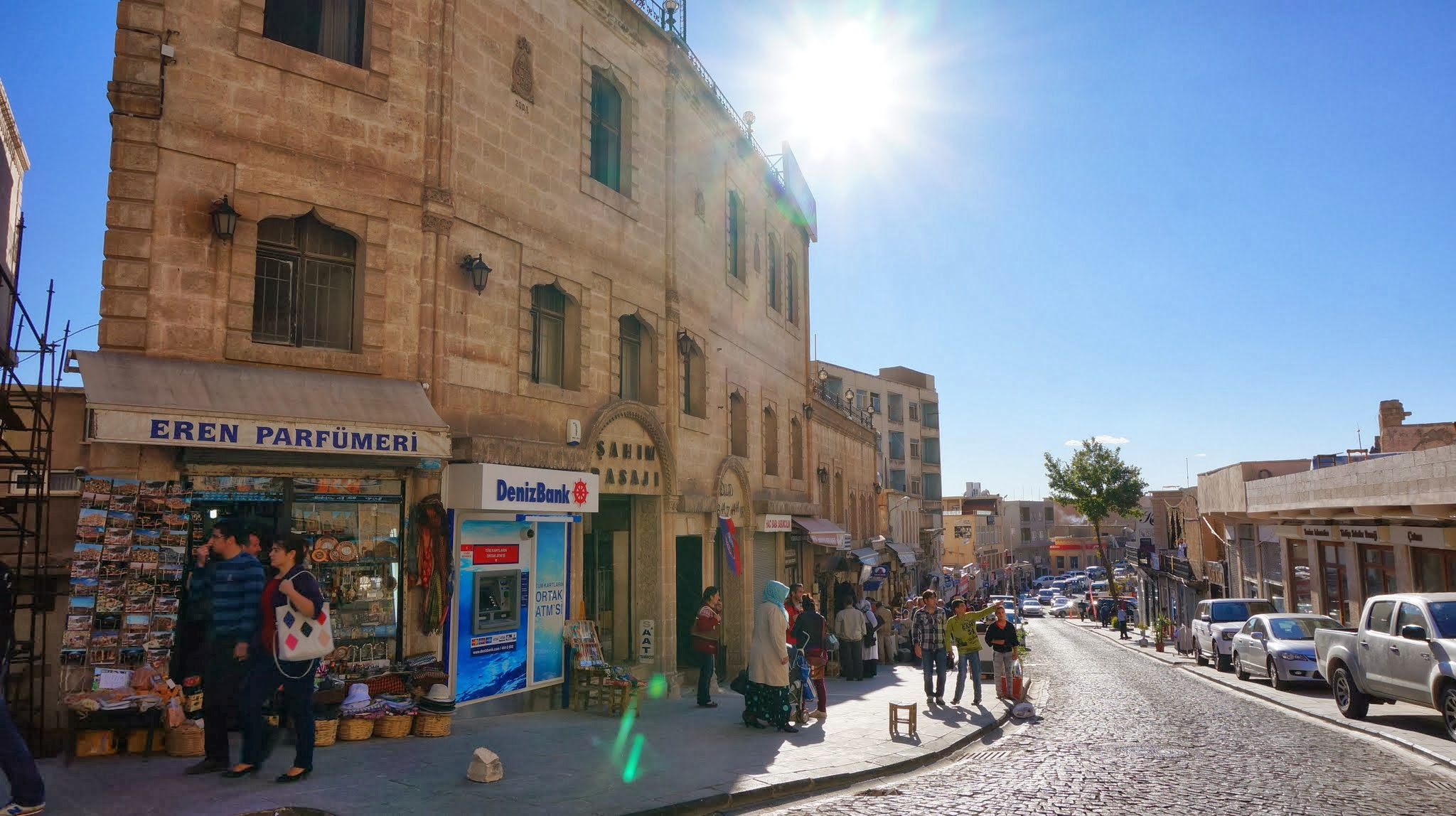
یک راه ماشین رو و پیاده رو

انواع بسیاری از راه در سراسر جهان وجود دارد که همه آن‌ها به عنوان معابر برای انسان و وسایل نقلیه در نظر گرفته می‌شوند. این راه‌ها ممکن است براساس ظرفیت، مواد و مصالح ساخت، نوع مدیریت و دولتی یا خصوصی بودن به صورت‌های مختلفی دسته‌بندی شوند. دسترسی به همه راه‌ها لزوماً برای همه امکانپذیر نیست و ممکن است نیاز به مجوز یا پرداخت هزینه داشته باشد. اما راه‌های اصلی و بزرگراه‌ها معمولاً بدون محدودیت خاصی در دسترس عموم مردم هستند.

## انواع جاده‌ها
راه‌های کم ظرفیت
- کوچه
- خیابان
- Backroad
- بلوار
- Byway
- گردآورنده
- هلالی
- بن‌بست
- جاده خاکی
- درایو
- Frontage road
- جاده شنی
- بزرگراه
- لاین (خط)
- خیابان مسکونی
- محل
- جاده
- مسیر
- راه تک‌بانده
- خیابان
- Woonerf

راه‌های با ظرفیت بالاتر
- 2+1 جاده
- 2+2 جاده
- راه شریانی
- Autostrasse
- راه دوبانده
- بزرگراه Expressway

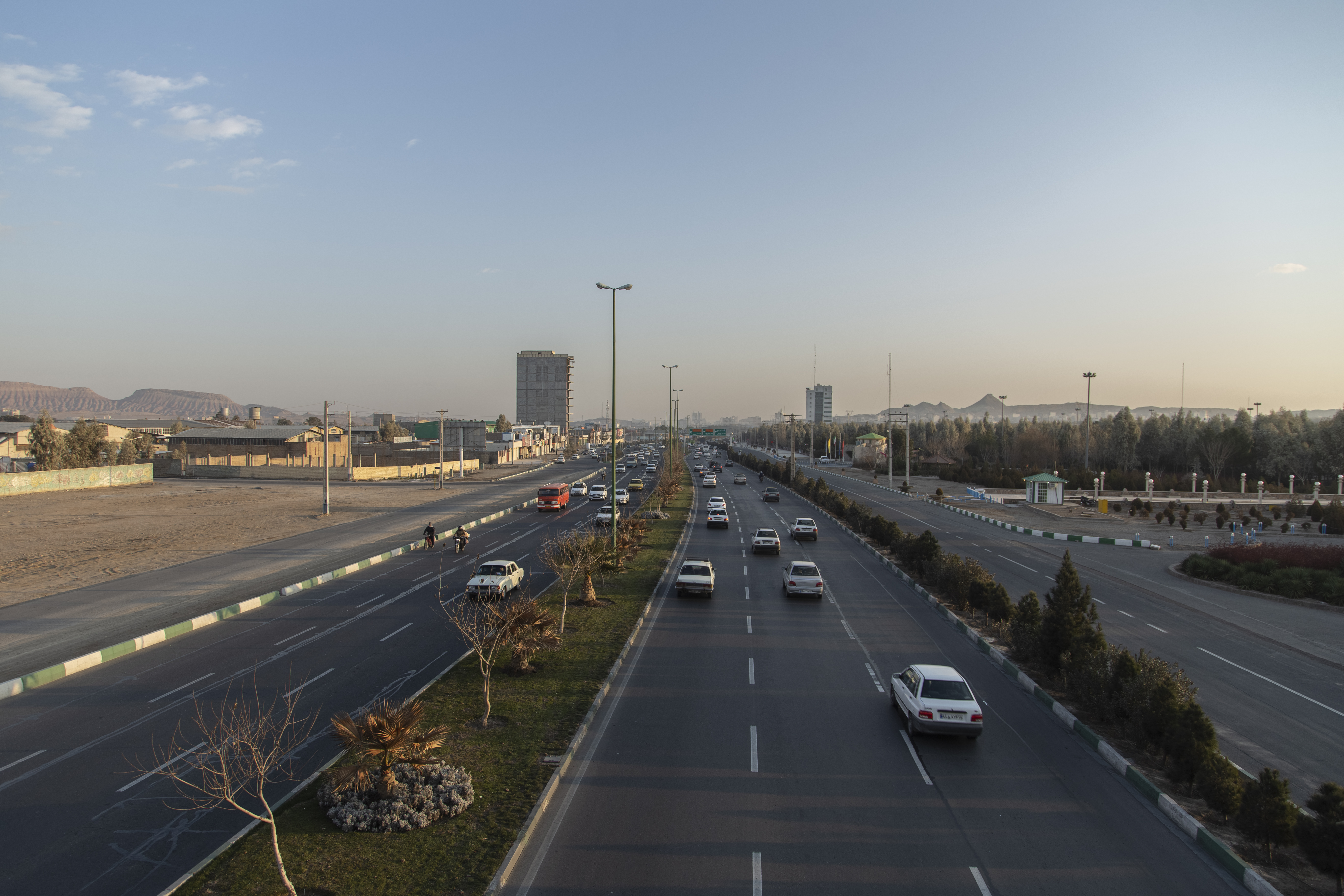
یک بلوار در کلانشهر قم

- مزرعه به بازار Farm to Market Road
- باغ راه
- جاده اصلی
- عوارض جاده ای

راه‌های با دسترسی محدود و مسیرهایاز هم جدا
- اتوبان
- Auto-estrada
- Autopista
- Autostrada
- Controlled-access highway
- Expressway
- آزادراه
- High-quality dual carriageway (HQDC)
- بزرگراه بین ایالتی
- بزرگراه بین ایالتی
- Motorway
- سوپر دو Super two

چند حالته
- راه‌های چندگانه: یک مفهوم جدید برای اشاره به جاده‌هایی با خطوط متفاوت برای کلاس‌های مختلف از ترافیک

### دسته‌بندی بر اساس مواد و مصالح
روسازی و اساس خاک‌ها ممکن است از مواد مختلفی ساخته شوند. برای نمونه پایگاه داده ال تی پی پی بیش از سی نوع روسازی را در خود گنجانده است. اما به طور کلی راه‌ها را از دید مصالح به صورت زیر دسته‌بندی می‌کنند.
- جاده آسفالتی
- جاده بتنی
- جاده خاکی

## سایر جاده‌ها
- جاده اختصاصی
- بزرگراه اختصاصی